# 甘烹碧王子公帕
甘烹碧王子公帕（皇家轉寫：Burachat Chaiyakon；1881年1月23日—1936年9月14日），为泰国却克里王朝第五代国王拉玛五世之子。
1917年，公帕被拉玛六世任命为泰国铁道总监，在任期间，他改造泰国铁道的轨距，完善铁道设备，主持修筑了数条铁路，因此被誉为“泰国铁道之父”。